# Jack Jones (Sänger)

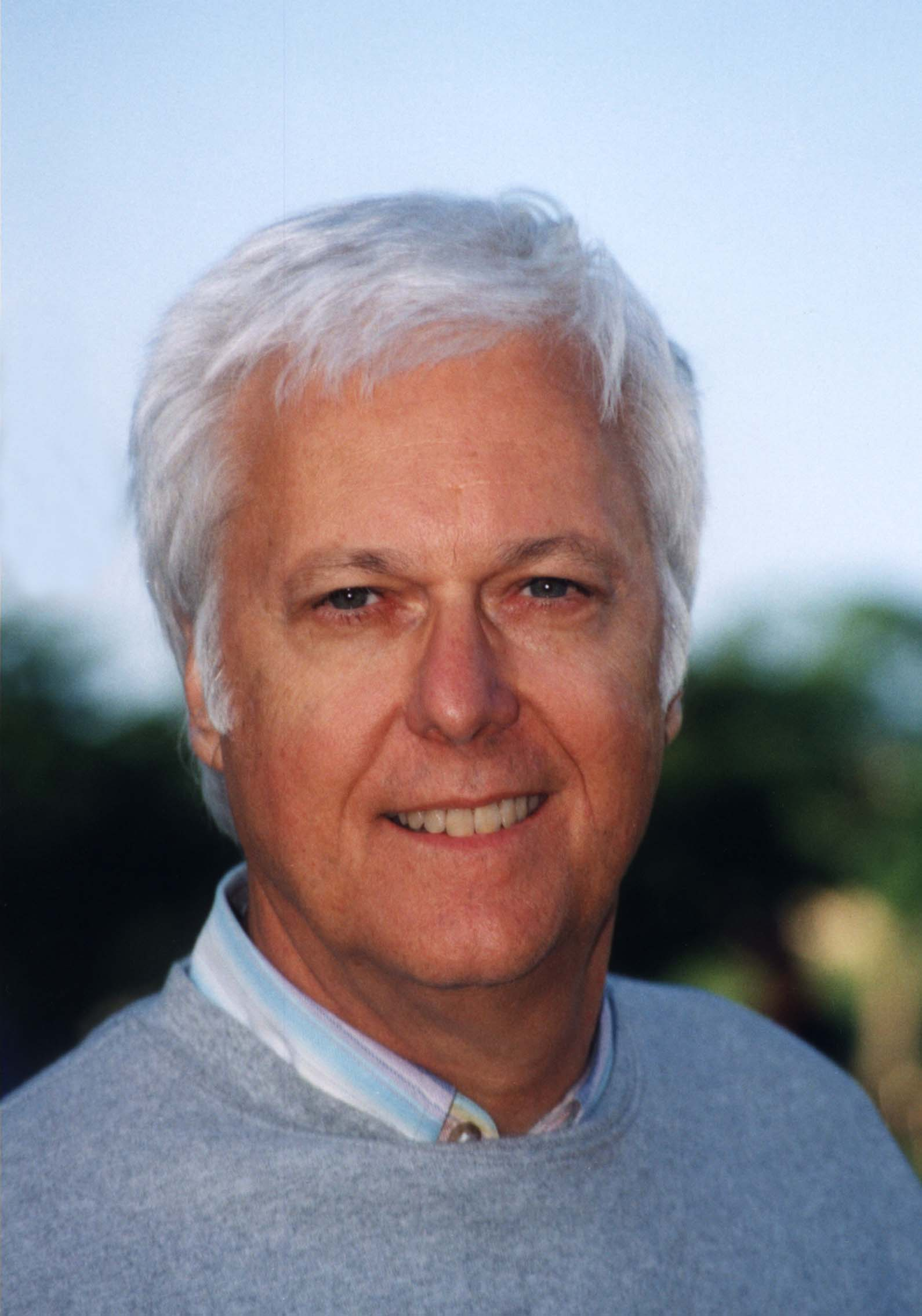
Jack Jones (1999)

John Allan „Jack“ Jones (* 14. Januar 1938 in Los Angeles; † 23. Oktober 2024 in Rancho Mirage, Kalifornien) war ein US-amerikanischer Pop- und Jazzsänger sowie Schauspieler.

## Leben
John Jones wuchs als einziges Kind des Schauspielers und Sängers Allan Jones und der Schauspielerin Irene Hervey in Los Angeles auf. Dort besuchte er die University High School, daneben gab ihm sein Vater Schauspiel- und Gesangsunterricht. Nach dem Schulabschluss übernahm er zunächst Gelegenheitsjobs, arbeitete als Tankwart und begann über Los Angeles hinaus als Sänger in kleineren Clubs aufzutreten. 1957 konnte er einen Vertrag mit der in Los Angeles ansässigen Plattenfirma Capitol Records abschließen, wo er bis 1959 etwa sechs erfolglose Singles und eine Langspielplatte aufnahm.
1960 wechselte Jones zur New Yorker Plattenfirma Kapp Records, bei der unter anderem Brian Hyland unter Vertrag stand. Als erste Single veröffentlichte Kapp It’s A Lonesome Town / Lot Of Livin’ To Do, die aber ebenfalls erfolglos blieb. Da Jones anschließend zum Wehrdienst eingezogen wurde, erschien erst ein Jahr später seine nächste Single. Jones erster erfolgreicher Titel Lollipops and Roses kam im November 1961 auf den Markt. In den Hot 100 des Billboard Magazins stieg das Lied bis Platz 60 auf und wurde mit dem Grammy ausgezeichnet. Seinen größten Erfolg hatte Jones Ende 1963 mit dem von Burt Bacharach komponierten Titel Wives and Lovers, der bei Billboard Platz 14 erreichte und 14 Wochen lang in den Hot 100 notiert wurde. Auch dieser Titel erhielt einen Grammy. Bis 1969 brachte Kapp mit Jack Jones 36 Singles und über zehn Langspielplatten heraus, von den sich 18 Singles in den Hot 100 platzieren konnten.
Bereits 1967 war Jones von RCA Victor unter Vertrag genommen worden. Dort nahm er bis 1975 Platten auf. Die 1968er Titel If You Ever Leave Me (5.) und Live for Life (9.) konnten sich in den Top 10 der AC-Charts positionieren. Mit seinen Konzerten trat Jack Jones insbesondere in Las Vegas erfolgreich bis in die 1990er Jahre hinein auf. Neben seiner Sängerkarriere hatte er auch zahlreiche Engagements als Musicalinterpret und Schauspieler. Außer in seinen Bühnenrollen war Jones auch in zahlreichen Fernsehproduktionen zu sehen. In Deutschland wurde er durch die Titelmelodie der Fernsehserie Love Boat bekannt. Weiterhin nahm er einige Jazz-beeinflusste Alben auf wie NEWJackSwing, Music of the Night und Artwork (2022), letzteres mit Joey DeFrancesco, Tamir Hendelman, John Clayton und Jeff Hamilton. 1989 wurde er wie sein Vater mit einem Stern auf dem Hollywood Walk of Fame geehrt.
Jones starb am 23. Oktober 2024 in Rancho Mirage, Kalifornien, an Leukämie.

## Diskografie (USA)

### Alben

#### Vinyl (Auswahl)
| Veröffentlichung | A/B-Seite                 | Katalog-Nr.    |
| ---------------- | ------------------------- | -------------- |
| 1959             | This Love of Mine         | Capitol T 1274 |
| 1963             | Wives and Lovers          | Kapp KS-3352   |
| 1964             | Dear Heart                | Kapp KS-3415   |
| 1965             | Ma Kind of Town           | Kapp KS 3433   |
| 1966             | The Impossible Dream      | Kapp KS-3486   |
| 1967             | Lady                      | Kapp KS-3511   |
| 1968             | If You Ever Leave Me      | RCA LSP-3969   |
| 1974             | With One More Look At You | RCA PL 12361   |

#### Compact Disc*
| Veröffentlichung | Titel                        | Label        |
| ---------------- | ---------------------------- | ------------ |
| Juli 1990        | Greatest Hits                | Curb Records |
| September 1995   | Greatest Hits                | MCA          |
| März 1999        | Best Of Jack Jones           | Half Moon    |
| Juli 2005        | Curtain Time                 | Universal    |
| September 2007   | Impossible Dream             | Choice Music |
| Juni 2010        | Romantic Voice Of Jack Jones | Pickwick     |

* in Deutschland erhältlich

### Singles
| Veröffentlichung | A/B-Seite                                                    | Katalog-Nr. |
| ---------------- | ------------------------------------------------------------ | ----------- |
|                  |                                                              | Capitol     |
| 1957             | Good Luck Good Buddy / Baby Come Home                        | F3808       |
| 1957             | For Crying Out Loud / Born to Be Lucky                       | F3844       |
| 1958             | A Very Precious Love / What’s the Use                        | F3929       |
| 1958             | Come On Baby Let’s Go / You Laugh                            | F3991       |
| 1958             | Laffin’ at Me / Deeply Devoded                               | F4089       |
| März 1959        | Make Room For The Joy / When I Love I’ll Love Forever        | F4161       |
|                  |                                                              | Kapp        |
| Juni 1960        | It’s A Lonesome Town / Lot Of Livin’ To Do                   | 341         |
| Juni 1961        | Big Time / She’s My Darling, She’s My Heart                  | 380         |
| September 1961   | Donkie Serenade / When a Man cries                           | 419         |
| November 1961    | Lollipops and Roses / This Was My Love                       | 435         |
| Mai 1962         | Gift Of Love / Pick Up The Pieces                            | 461         |
| Juli 1962        | Poetry / Dreamin’ All The Time                               | 477         |
| November 1962    | I’ve Got My Pride / That’s Her Little Way                    | 495         |
| März 1963        | Lonely Bull / La Paloma                                      | 507         |
| März 1963        | Call Me Irresponsible / Follow Me                            | 516         |
| Juli 1963        | Love is ticklish Affair / That’s Way I’ll Come               | 534         |
| Oktober 1963     | Wives and Lovers / Toys in the Attic                         | 551         |
| Februar 1964     | The Mood I’m In / Love With the Proper Stranger              | 571         |
| Mai 1964         | The First Night of the Full Moon / Far Away                  | 589         |
| August 1964      | Where Love Has Gone / The Lorelei                            | 608         |
| November 1964    | Lullaby for Christmaseve / Village of St. Bernadette         | 629         |
| November 1964    | Dear Heart / Emily                                           | 635         |
| Februar 1965     | The Race Is On / I Can’t Believe I’m Losing You              | 651         |
| Mai 1965         | Seein’ the Right Love Go Wrong / Travellin’ On               | 672         |
| September 1965   | Just Yesterday / the True Picture                            | 699         |
| November 1965    | Love Bug / And I Love Her                                    | 722         |
| 1966             | Weekend / Wildflower                                         | 736         |
| 1966             | The Impossible Dream / Strangers In The Night                | 755         |
| September 1966   | The Shining Sea / A Day In the Life of a Fool                | 781         |
| Dezember 1966    | Lady / Afraid to Love                                        | 800         |
| 1967             | I’m Indestructible / Afterthoughts                           | 818         |
| Mai 1967         | More and More / Now I Know                                   | 833         |
| 1967             | Our Song / Michelle                                          | 847         |
| Oktober 1967     | Open for Business as Usual / The Mood I’m In                 | 860         |
| Dezember 1967    | Don’t Give Your Love Away / Oh How Much I Love You           | 880         |
| 1968             | Brother, Where Are You / Gypsies, Jugglers and Clowns        | 900         |
| 1968             | People / Don’t Rain On My Parade                             | 937         |
| Dezember 1968    | Far Away / Meditation                                        | 964         |
| 1969             | My Romance / They Didn’t Believe Me                          | 966         |
| Juni 1969        | Mathilda / Far Away                                          | 2022        |
| November 1969    | It Only Takes a Moment / Once Upon a Time                    | 2063        |
|                  |                                                              | RCA Victor  |
| 1967             | Live for Life / That Tiny World                              | 9365        |
| 1967             | If You Ever Leave Me / Pretty                                | 9441        |
| April 1968       | Without Her / Follow Me                                      | 9510        |
| Juni 1968        | I Really Want You to Know / This World Is Yours              | 9564        |
| September 1968   | On My Word / The Way That I Live                             | 9639        |
| 1968             | L. A. Break Down / Love Story                                | 9687        |
| Mai 1970         | Sweet Changes / I Wish We’d All Been Ready                   | 74-0350     |
| 1970             | I Didn’t Count on Love / Does She Ever Think of Me           | 9934        |
| 1974             | She Doesn’t Live Here Anymore / Write Me a Love Song Charlie | 10025       |
| 1975             | What I Did for Love / Don’t Mention Love                     | 10317       |

## Chartplatzierungen

### Alben
| Jahr | Titel                                      | Höchstplatzierung, Gesamtwochen, AuszeichnungChartsChartplatzierungen (Jahr, Titel, Platzierungen, Wochen, Auszeichnungen, Anmerkungen) | Anmerkungen |
| Jahr | Titel                                      | US | Anmerkungen |
| ---- | ------------------------------------------ | --- | ----------- |
| 1963 | Call Me Irresponsible                      | US98 (25 Wo.)US |             |
| 1963 | Wives and Lovers                           | US18 (53 Wo.)US |             |
| 1964 | Dear Heart                                 | US11 (25 Wo.)US |             |
| 1964 | Bewitched                                  | US43 (19 Wo.)US |             |
| 1964 | Where Love Has Gone                        | US62 (23 Wo.)US |             |
| 1965 | My Kind of Town                            | US29 (21 Wo.)US |             |
| 1965 | There’s Love & There’s Love & There’s Love | US86 (13 Wo.)US |             |
| 1966 | For The "In" Crowd                         | US147 (2 Wo.)US |             |
| 1966 | The Impossible Dream                       | US9 (64 Wo.)US |             |
| 1967 | Jack Jones Sings                           | US75 (12 Wo.)US |             |
| 1967 | Lady                                       | US23 (25 Wo.)US |             |
| 1967 | Our Song                                   | US148 (7 Wo.)US |             |
| 1968 | Without Her                                | US146 (7 Wo.)US |             |
| 1968 | What The World Needs Now Is Love!          | US167 (6 Wo.)US |             |
| 1968 | If You Ever Leave Me                       | US198 (3 Wo.)US |             |
| 1968 | Where Is Love?                             | US195 (3 Wo.)US |             |
| 1969 | A Time For Us                              | US183 (4 Wo.)US |             |
| 1990 | Greatest Hits                              | US198 (3 Wo.)US |             |

### Singles
| Jahr | Titel Album                                           | Höchstplatzierung, Gesamtwochen, AuszeichnungChartplatzierungen (Jahr, Titel, Album, Platzierungen, Wochen, Auszeichnungen, Anmerkungen) | Höchstplatzierung, Gesamtwochen, AuszeichnungChartplatzierungen (Jahr, Titel, Album, Platzierungen, Wochen, Auszeichnungen, Anmerkungen) | Anmerkungen |
| Jahr | Titel Album                                           | US | A. C. | Anmerkungen |
| ---- | ----------------------------------------------------- | --- | --- | ----------- |
| 1962 | Lollipops and Roses This Was My Love                  | US66 (8 Wo.)US | A. C.6 (6 Wo.)A. C. |             |
| 1963 | Call Me Irresponsible                                 | US75 (4 Wo.)US | — |             |
| 1963 | Wives and Lovers                                      | US14 (14 Wo.)US | A. C.9 (11 Wo.)A. C. |             |
| 1963 | Toys In The Attic Wives and Lovers                    | US92 (1 Wo.)US | — |             |
| 1964 | Love with the Proper Stranger Bewitched               | US62 (8 Wo.)US | A. C.17 (2 Wo.)A. C. |             |
| 1964 | The First Night of the Full Moon –                    | US59 (9 Wo.)US | A. C.12 (4 Wo.)A. C. |             |
| 1964 | Where Love Has Gone                                   | US62 (6 Wo.)US | A. C.12 (5 Wo.)A. C. |             |
| 1964 | Dear Heart                                            | US30 (11 Wo.)US | A. C.6 (11 Wo.)A. C. |             |
| 1965 | The Race Is On My Kind Of Town                        | US15 (11 Wo.)US | A. C.1 (8 Wo.)A. C. |             |
| 1965 | Seein’ the Right Love Go Wrong –                      | US46 (9 Wo.)US | A. C.9 (10 Wo.)A. C. |             |
| 1965 | Just Yesterday For The "In" Crowd                     | US73 (5 Wo.)US | A. C.5 (10 Wo.)A. C. |             |
| 1965 | True Picture –                                        | — | A. C.27 (3 Wo.)A. C. |             |
| 1965 | Love Bug For The "In" Crowd                           | US71 (6 Wo.)US | A. C.5 (11 Wo.)A. C. |             |
| 1966 | The Weekend For The "In" Crowd                        | — | A. C.20 (8 Wo.)A. C. |             |
| 1966 | The Impossible Dream (The Quest) The Impossible Dream | US35 (10 Wo.)US | A. C.1 (22 Wo.)A. C. |             |
| 1966 | A Day in the Life of a Fool Jack Jones Sings          | US62 (8 Wo.)US | A. C.4 (13 Wo.)A. C. |             |
| 1967 | Lady                                                  | US39 (11 Wo.)US | A. C.1 (18 Wo.)A. C. |             |
| 1967 | I’m Indestructible –                                  | US81 (5 Wo.)US | — |             |
| 1967 | Afterthoughts –                                       | — | A. C.19 (7 Wo.)A. C. |             |
| 1967 | Now I Know Our Song                                   | US73 (6 Wo.)US | A. C.3 (12 Wo.)A. C. |             |
| 1967 | Our Song                                              | US92 (2 Wo.)US | A. C.13 (8 Wo.)A. C. |             |
| 1967 | Open for Business as Usual –                          | — | A. C.26 (6 Wo.)A. C. |             |
| 1967 | Live for Life –                                       | US99 (2 Wo.)US | A. C.9 (10 Wo.)A. C. |             |
| 1968 | If You Ever Leave Me                                  | US92 (2 Wo.)US | A. C.5 (7 Wo.)A. C. |             |
| 1968 | Follow Me –                                           | — | A. C.20 (6 Wo.)A. C. |             |
| 1968 | I Really Want to Know You Where Is Love?              | — | A. C.15 (9 Wo.)A. C. |             |
| 1968 | The Way That I Live –                                 | — | A. C.33 (5 Wo.)A. C. |             |
| 1968 | L.A. Break Down (and Take Me In) L.A. Break Down      | — | A. C.21 (8 Wo.)A. C. |             |
| 1970 | Sweet Changes –                                       | — | A. C.24 (4 Wo.)A. C. |             |
| 1970 | I Didn’t Count on Love –                              | — | A. C.38 (2 Wo.)A. C. |             |
| 1971 | Let Me Be the One –                                   | — | A. C.18 (7 Wo.)A. C. |             |
| 1974 | She Doesn’t Live Here Anymore –                       | — | A. C.45 (4 Wo.)A. C. |             |
| 1975 | What I Did for Love                                   | — | A. C.25 (9 Wo.)A. C. |             |
| 1977 | With One More Look at You                             | — | A. C.21 (13 Wo.)A. C. |             |
| 1980 | Love Boat Theme –                                     | — | A. C.37 (5 Wo.)A. C. |             |